# Maksim Czudow
Maksim Aleksandrowicz Czudow (ros. Максим Александрович Чудов; ur. 12 listopada 1982 w Michajłowce) – rosyjski biathlonista, brązowy medalista olimpijski i wielokrotny medalista mistrzostw świata.

## Kariera
Starty w tej dyscyplinie rozpoczął w 1998 roku. Zadebiutował w reprezentacji podczas mistrzostw świata juniorów w Kontiolahti w 2002 roku, gdzie zdobył srebrny medal w biegu pościgowym. Na rozgrywanych rok później mistrzostwach świata juniorów w Kościelisku zwyciężył w tej konkurencji, a w sprincie i sztafecie zajął trzecie miejsce.
W zawodach Pucharu Świata zadebiutował 21 stycznia 2005 roku w Anterselvie, gdzie zajął 29. miejsce w sprincie. Tym samym już w swoim debiucie zdobył pierwsze punkty. Na podium zawodów tego cyklu pierwszy raz stanął 15 grudnia 2005 roku w Osrblie, zajmując drugie miejsce w biegu indywidualnym. Rozdzielił tam dwóch Niemców: Svena Fischera i Michaela Röscha. W kolejnych startach jeszcze 17 razy stawał na podium, odnosząc cztery zwycięstwa: 17 marca 2007 roku w Chanty-Mansyjsku wygrał bieg pościgowy, 18 grudnia 2008 roku w Hochfilzenbył najlepszy w biegu indywidualnym, a 9 lutego 2008 roku w Östersund i 10 stycznia 2009 roku w Oberhofie triumfował w sprintach. Ostatnie podium wywalczył 18 marca 2010 roku w Oslo, zajmując drugie miejsce w sprincie. Najlepsze wyniki osiągnął w sezonie 2008/2009, kiedy zajął piąte miejsce w klasyfikacji generalnej, a w klasyfikacji biegu indywidualnego był trzeci.
Pierwsze medale wśród seniorów zdobył podczas mistrzostw świata w Anterselvie w 2007 roku. Najpierw zajął drugie miejsce w biegu pościgowym, plasując się za Ole Einarem Bjørndalenem z Norwegii a przed Francuzem Vincentem Defrasne. Następnie razem z Iwanem Czeriezowem, Dmitrijem Jaroszenko oraz Nikołajem Krugłowem zwyciężył w sztafecie. Kolejne medale zdobył na rozgrywanych rok później mistrzostwach świata w Östersund. Zaczął od pierwszego miejsca w sprincie, nie obronił go jednak w biegu pościgowym, w którym uległ Bjørndalenowi. W sztafecie Rosjanie w składzie sprzed roku sięgnęli po zwycięstwo. Ponadto zajął trzecie miejsce w biegu masowym, przegrywając tylko z Norwegami Emilem Hegle Svendsenem i Ole Einarem Bjørndalenem. W zawodach tego cyklu zdobył też srebrny medal w biegu pościgowym na mistrzostwach świata w Pjongczangu w 2009 roku, rozdzielając Bjørndalena i Alexandra Osa.
Ostatni medal w karierze zdobył podczas igrzysk olimpijskich w Vancouver w 2010 roku, razem z Iwanem Czeriezowem, Antonem Szypulinem i Jewgienijem Ustiugowem zajmując trzecie miejsce w sztafecie. Na tej samej imprezie zajął też 63. miejsce w sprincie. Brał też udział w igrzyskach olimpijskich w Turynie cztery lata wcześniej, gdzie zajął 32. miejsce w biegu indywidualnym, dziewiąte w sprincie i biegu pościgowym oraz piętnaste w biegu masowym.

## Życie prywatne
Maksim Czudow urodził się w Baszkirii w Michajłówce, ale obecnie mieszka w stolicy rejonu, Ufie. Nie ma dzieci. Z zawodu jest żołnierzem.

## Osiągnięcia

### Igrzyska olimpijskie
| Rok  | Miejscowość | Konkurencje | Konkurencje | Konkurencje | Konkurencje | Konkurencje | Konkurencje | Konkurencje |
| Rok  | Miejscowość | IN          | SP          | PU          | MS          | RL          | MR          | SR          |
| ---- | ----------- | ----------- | ----------- | ----------- | ----------- | ----------- | ----------- | ----------- |
| 2006 | Turyn       | 32.         | 9.          | 9.          | 15.         | –           | nd.         | –           |
| 2010 | Vancouver   | –           | 63.         | –           | –           | 3.          | nd.         | –           |

### Mistrzostwa świata
| Rok  | Miejscowość     | Konkurencje | Konkurencje | Konkurencje | Konkurencje | Konkurencje | Konkurencje | Konkurencje |
| Rok  | Miejscowość     | IN          | SP          | PU          | MS          | RL          | MR          | SR          |
| ---- | --------------- | ----------- | ----------- | ----------- | ----------- | ----------- | ----------- | ----------- |
| 2005 | Hochfilzen      | –           | 36.         | 31.         | –           | –           | nd.         | –           |
| 2006 | Pokljuka        | nd.         | nd.         | nd.         | nd.         | nd.         | 16.         | –           |
| 2007 | Anterselva      | –           | 13.         | 2.          | 22.         | 1.          | 9.          | –           |
| 2008 | Östersund       | 5.          | 1.          | 2.          | 3.          | 1.          | –           | –           |
| 2009 | Pjongczang      | 10.         | 5.          | 2.          | 7.          | 6.          | 5.          | –           |
| 2010 | Chanty-Mansyjsk | nd.         | nd.         | nd.         | nd.         | nd.         | 4.          | –           |
| 2011 | Chanty-Mansyjsk | 9.          | –           | –           | 30.         | –           | –           | –           |

### Puchar Świata

#### Miejsca w klasyfikacji generalnej
| Sezon     | Miejsce |
| --------- | ------- |
| 2004/2005 | 60.     |
| 2005/2006 | 13.     |
| 2006/2007 | 12.     |
| 2007/2008 | 7.      |
| 2008/2009 | 5.      |
| 2009/2010 | 17.     |
| 2010/2011 | 25.     |

#### Miejsca na podium chronologicznie
| Lp. | Dzień        | Rok  | Miejscowość     | Konkurencja                | Lokata | Pudła   | Czas biegu | Strata  | Zwycięzca            |
| --- | ------------ | ---- | --------------- | -------------------------- | ------ | ------- | ---------- | ------- | -------------------- |
| 1.  | 15 grudnia   | 2005 | Osrblie         | Bieg indywidualny na 20 km | 2.     | 0+0+0+0 | 46:01,5    | +1:15,6 | Sven Fischer         |
| 2.  | 7 stycznia   | 2006 | Oberhof         | Sprint na 10 km            | 3.     | 0+1     | 27:03,7    | +22,5   | Vincent Defrasne     |
| 3.  | 19 stycznia  | 2006 | Anterselva      | Sprint na 10 km            | 3.     | 1+0     | 26:11,2    | +39,2   | Frode Andresen       |
| 4.  | 14 grudnia   | 2006 | Hochfilzen      | Sprint na 10 km            | 2.     | 0+1     | 25:03,7    | +3,5    | Michael Greis        |
| 5.  | 7 stycznia   | 2007 | Oberhof         | Bieg pościgowy na 12,5 km  | 3.     | 0+1+1+1 | 36:18,2    | +30,1   | Nikołaj Krugłow      |
| 6.  | 4 lutego     | 2007 | Anterselva      | Bieg pościgowy na 12,5 km  | 2.     | 1+0+2+0 | 32:21,2    | +1:09,8 | Ole Einar Bjørndalen |
| 7.  | 15 marca     | 2007 | Chanty-Mansyjsk | Sprint na 10 km            | 2.     | 0+0     | 27:00,5    | +8,8    | Michael Rösch        |
| 8.  | 17 marca     | 2007 | Chanty-Mansyjsk | Bieg pościgowy na 12,5 km  | 1.     | 0+0+1+1 | 36:54,4    | –       | –                    |
| 9.  | 29 listopada | 2007 | Kontiolahti     | Bieg indywidualny na 20 km | 3.     | 0+0+1+0 | 51:25,2    | +30,2   | Vincent Defrasne     |
| 10. | 12 stycznia  | 2008 | Ruhpolding      | Sprint na 10 km            | 2.     | 1+0     | 24:59,2    | +19,8   | Michael Greis        |
| 11. | 13 stycznia  | 2008 | Ruhpolding      | Bieg pościgowy na 12,5 km  | 2.     | 1+1+1+0 | 36:23,4    | +28,2   | Michael Greis        |
| 12. | 9 lutego     | 2008 | Östersund       | Sprint na 10 km            | 1.     | 0+0     | 22:25,4    | –       | –                    |
| 13. | 10 lutego    | 2008 | Östersund       | Bieg pościgowy na 12,5 km  | 2.     | 2+0+2+0 | 31:04,5    | +10,1   | Ole Einar Bjørndalen |
| 14. | 17 lutego    | 2008 | Östersund       | Bieg masowy na 15 km       | 3.     | 0+1+2+0 | 36:12,6    | +24,9   | Emil Hegle Svendsen  |
| 15. | 18 grudnia   | 2008 | Hochfilzen      | Bieg indywidualny na 20 km | 1.     | 0+1+0+0 | 56:47,9    | –       | –                    |
| 16. | 10 stycznia  | 2009 | Oberhof         | Sprint na 10 km            | 1.     | 0+0     | 25:49,5    | –       | –                    |
| 17. | 15 lutego    | 2009 | Pjongczang      | Bieg pościgowy na 12,5 km  | 2.     | 0+0+1+2 | 31:46,7    | +41,7   | Ole Einar Bjørndalen |
| 18. | 18 marca     | 2010 | Oslo            | Sprint na 10 km            | 2.     | 0+0     | 26:08,1    | +7,1    | Martin Fourcade      |